# 2151
Het jaar 2151 is een jaartal volgens de christelijke jaartelling.

## Gebeurtenissen
- 14 juni - Totale zonsverduistering in de zuidwestelijke helft van Nederland en vrijwel geheel België. Het midden van de kernschaduw loopt vanaf Zeeuws-Vlaanderen via Brussel naar de Ardennen.[1][2]